# Norbert Totschnig
Norbert Totschnig (Lienz, 1974. június 6. –) osztrák politikus, 2022-től Ausztria mezőgazdasági, idegenforgalmi, régiókért és vízgazdálkodásért felelős minisztere, 2024-től 2025-ig a Nemzeti Tanács tagja, 2017 és 2022 között az osztrák Bauernbund, az Osztrák Néppárt gazdaszövetségének elnöke.

## Életpályája
1974-ben született Tirolban, Lienz városában. Diplomáját Innsbruckban szerezte gazdaságtudományból 2001-ben. 2002-től 2007-ig a Bauernbund Jugend főtitkára volt, mely során megalapította az EDUCA-t, amely egy osztrák fiatal gazdák számára készült továbbképzési program. 2009-ben tért vissza a Bauernbundba, ahol 2011-ig irodavezetőként dolgozott. 2017-től a 2022-es miniszteri kinevezéséig a Bauernbund elnöke volt, ebben a pozícióban David Süß követte.
Miniszterként 2022. május 18-án, Elisabeth Köstinger lemondása után eskette fel Alexander Van der Bellen szövetségi elnök. A minisztériumok átszervezése miatt két hónapig a mezőgazdaságért, régiókért és turizmusért felelő tárca élén volt, majd mezőgazdasági, idegenforgalmi, régiókért és vízgazdálkodásért felelős miniszter lett hivatalosan, a Stocker-kormány 2025-ös beiktatását követően pedig a mezőgazdasági, idegenforgalmi, környezetvédelmi, régiókért és vízgazdálkodásért felelős tárca élére került. Mivel a 2024-es ausztriai parlamenti választáson mandátumot szerzett, miniszterré nevezését követően a parlamenti helyét Jakob Grüner vette át.

## Díjak és elismerések
- Nagy Arany Érdemjel az Osztrák Köztársaság Szolgálatáért (2025)[8]

## Fordítás
- Ez a szócikk részben vagy egészben  a   Norbert Totschnig című német Wikipédia-szócikk fordításán alapul.  Az eredeti cikk szerkesztőit annak laptörténete sorolja fel. Ez a jelzés csupán a megfogalmazás eredetét és a szerzői jogokat jelzi, nem szolgál a cikkben szereplő információk forrásmegjelöléseként.